# Ascalobyas microcerus
Ascalobyas microcerus är en insektsart som först beskrevs av Jules Pièrre Rambur 1842.  Ascalobyas microcerus ingår i släktet Ascalobyas och familjen fjärilsländor. Inga underarter finns listade i Catalogue of Life.